# Battaglia di Capo d'Orlando
La battaglia di Capo d'Orlando ebbe luogo fra il 3 ed il 4 luglio 1299, poco al largo di Capo d'Orlando, nel contesto della Guerra del Vespro. Qui si scontrarono la flotta aragonese di re Giacomo II di Aragona e quella siciliana del fratello re Federico III di Sicilia. 

## Antefatto
La guerra tra i due fratelli era conseguenza del trattato di Anagni tra Giacomo II, Carlo II di Napoli e il papa Bonifacio VIII: Giacomo II restituiva la Sicilia a Carlo II, in cambio dell'investitura papale del titolo di re di Sardegna e Corsica (isole che erano però al tempo dominio dei Genovesi e dei Pisani). I baroni siciliani si opposero a questa risoluzione ed elessero come loro re il fratello di Giacomo, Federico (che si nominerà terzo, per continuità con il bisnonno Federico II di Svevia). Il papa allora chiese al re d'Aragona di intervenire in Sicilia contro il fratello, affinché fossero rispettati i patti. Dopo un'iniziale spedizione in Sicilia nel 1298 che ebbe alterna fortuna, nel luglio del 1299 Giacomo affrontò Federico in una battaglia navale decisiva sul mare antistante Capo d'Orlando.

## La battaglia
Quando il 3 luglio la flotta siciliana, composta da 40 galee, giunse al promontorio di Capo d'Orlando, trovarono le galee nemiche già ancorate lungo la spiaggia con le prue rivolte verso il mare. Benché la flotta aragonese fosse numericamente superiore (56 galee), alla vista del nemico gli equipaggi siciliani si lanciarono disordinatamente all'assalto. Parecchie navi furono respinte dagli aragonesi e alcune si arenarono. I comandanti siciliani con fatica tuttavia riuscirono a riordinare lo schieramento ed a riportarsi al largo. All'alba del 4 luglio, la pressione dei marinai, sempre più impazienti di attaccare, spinse comunque Federico III alla decisione di assalire il nemico, senza aspettare l'arrivo delle 8 galee di rinforzo condotte da Matteo da Termini. Questo errore fu probabilmente decisivo sull'esito della battaglia.
Per circa sei ore le forze siciliane tennero testa al nemico, poi cominciò a delinearsi la sconfitta. Gli Aragonesi catturarono 21 galee, mentre l'ammiraglia di Federico III si dava alla fuga, con altre 11 galee. Molti nobili siciliani rimasero uccisi come Federico e Perrone Rosso, Ansalone e Raimondo de Ansalone, Giacomo Scordia e Giacomo Capece, il Randazzese Corrado Lanza, Gran Cancelliere della Corona di Sicilia. Tra i prigionieri vi furono i vizzinesi Giovanni Callari, Tommaso Lalia e Giovanni Landolina che, liberati poi da Ruggiero di Lauria, gli consegneranno Vizzini.
La battaglia, quindi, fu una totale disfatta per Federico III, e diversi nobili siciliani come i Maletta, i Callari e gli Scordia, di lì a poco decisero di riconoscere Carlo II come re di Sicilia. Ciò iniziò ad aprire quella spaccatura tra la nobiltà siciliana, che ebbe culmine in pieno Trecento nello scontro tra le fazione dei Latini, legati agli Angioini, e quella dei Catalani, sostenitrice della casa d'Aragona. 
La battaglia causò anche gravi perdite tra gli Aragonesi. Re Giacomo II, quindi, già impopolare presso i suoi sudditi per la guerra al fratello, pose fine alla sua partecipazione personale alla guerra, comunicando al papa che era richiamato da gravi questioni interne al suo regno.